# Maurício Peixer
Maurício Fernando Peixer (Guaramirim, 4 de maio de 1958) é um político brasileiro filiado ao Partido Liberal (PL). É deputado estadual de Santa Catarina e foi vereador por sete mandatos, além de presidente da Câmara Municipal de Joinville, Santa Catarina.

## Família, formação e início de carreira
Nascido em Guaramirim, Santa Catarina, Peixer é filho de Izídio Peixer e Cilda Peixer. Peixer tem quatro filhos: Talita, Thiago, Matheus e Fernando.
Peixer se formou em administração de empresas pela Fundação Educacional da Região de Joinville (FURJ), atual Universidade da Região de Joinville (UNIVILLE).
Por mais de 20 anos, Peixer trabalhou no Laboratório Catarinense (atual Catarinense Pharma), em Joinville como estoquista, gerente de produção, gerente de propaganda e publicidade e diretor da Gráfica Catarinense.

## Carreira política
Peixer foi candidato a vereador pela cidade de Joinville nas eleições de 1996 pelo Partido do Movimento Democrático Brasileiro (PMDB). Conseguiu 2 448 votos e ficou na suplência. Assumiu como vereador em 1997.
Em abril de 1999, foi convidado pelo então prefeito Luiz Henrique da Silveira para assumir a Secretaria Municipal da Agricultura e Meio Ambiente de Joinville (SAMA). Na SAMA, desenvolveu o projeto SOS Mananciais, que foi premiado melhor projeto de proteção de mananciais do Brasil.
Em 2000, filiou-se ao Partido da Social Democracia Brasileira (PSDB) e concorreu à reeleição para vereador nas eleições de 2000 e 2004; foi reeleito com 3 608 e 5 438 votos, respectivamente. Durante a 15ª legislatura de Joinville, Peixer foi convidado a compor a chapa única que concorreria à mesa diretora, como representante da bancada do PMDB. Porém, o convite, não foi discutido pelo partido, que achou que deveria decidir seu indicado sem interferência externa. Como resultado, o PMDB pressionou Peixer a desistir da chapa, o que indispôs Peixer contra o partido, resultando na sua desfiliação e ingresso no PSDB durante ainda em 2005.
Nas eleições de 2006, Peixer concorreu à vaga de deputado estadual de Santa Catarina e recebeu 22 403 votos e ficou na posição de terceiro suplente. No final de 2008, foi convocado e tomou posse na 16.ª legislatura.
De 2007 a 2008, ocupou o cargo de Secretário Municipal de Assistência Social, durante a gestão de Marco Tebaldi. Peixer contribuiu para a instalação do Restaurante Popular Herbert de Souza, inaugurado em abril de 2008, que fornece refeições a partir de um real.
Peixer novamente concorreu ao cargo de vereador nas eleições de 2008 e de 2012, reeleito nas duas vezes, com 5 368 e 2 962 votos, respectivamente.
No dia 4 de fevereiro de 2016, o conselho de ética do PSDB de Joinville recebeu e abriu o processo que pede a expulsão de Peixer e outros dois vereadores, Fábio Dalonso e Roberto Bisoni. O motivo alegado foi indisciplina e infidelidade partidária. Peixer alegou inconstitucionalidade no pedido de expulsão feito pela executiva do PSDB. De acordo com ele, o desentendimento interno, que começou quando ele, Dalonso e Bisoni formaram um bloco dentro da bancada do PSDB para entregar a liderança do partido no Legislativo à Bisoni, foi feita de acordo com o regimento interno da Câmara.
| Maurício Peixer                                              | Vou sair do PSDB porque o próprio partido se encarregou de dizer que não vai nos dar legenda para podermos concorrer na próxima eleição. | Maurício Peixer |
| — Maurício Peixer em março de 2016, sobre sua saída do PSDB. | |                 |

No dia 4 de março de 2016, Peixer se desfilou do PSDB. Ele alegou que teria que mudar de sigla porque a direção do partido anunciou que ele não teria legenda para concorrer nas próximas eleições.
Peixer se filiou ao Partido da República (PR), que atualmente se chama Partido Liberal (PL) em 2016. Concorreu nas eleições de 2016 e de 2020; reeleito vereador nas duas vezes, com 2 852 e 2 085 votos, respectivamente.
No dia 1 de janeiro de 2021, em seu 7.º mandato como vereador, Peixer foi eleito presidente da câmara municipal de Joinville por 14 votos a 0 (5 abstenções).
No dia 12 de janeiro, Peixer anunciou o fim de pagamentos de diárias de viagem para os vereadores. Previsto em lei, as diárias são pagamentos a uma pessoa para cobrir suas despesas com alimentação e hospedagem quando ela se desloca para fora do seu local de trabalho.

### Desempenho eleitoral
| Ano  | Cargo                               | Votos  | Partido | Resultado | Ref.   |
| ---- | ----------------------------------- | ------ | ------- | --------- | ------ |
| 1996 | Vereador de Joinville               | 2 448  | PMDB    | Suplente  | [ 3 ]  |
| 2000 | Vereador de Joinville               | 3 608  | PMDB    | Eleito    | [ 4 ]  |
| 2004 | Vereador de Joinville               | 5 438  | PMDB    | Eleito    | [ 5 ]  |
| 2006 | Deputado estadual de Santa Catarina | 22 403 | PSDB    | Suplente  | [ 7 ]  |
| 2008 | Vereador de Joinville               | 5 368  | PSDB    | Eleito    | [ 10 ] |
| 2012 | Vereador de Joinville               | 2 962  | PSDB    | Eleito    | [ 11 ] |
| 2016 | Vereador de Joinville               | 2 852  | PR      | Eleito    | [ 14 ] |
| 2020 | Vereador de Joinville               | 2 085  | PL      | Eleito    | [ 15 ] |
| 2022 | Deputado estadual de Santa Catarina | 22 028 | PL      | Eleito    | [ 17 ] |